# Abbazia di Sant'Apollinare
L'abbazia di Sant'Apollinare sorge nella frazione di Pianello Vallesina, comune di Monte Roberto, in provincia di Ancona, nelle Marche.
È probabilmente la più antica abbazia della Vallesina, e sorge sull'area ipotizzata dell'antica Planina raccontata da Plinio il Vecchio nella Naturalis historia, in una zona circondata dal verde e da dolci colline puntellate di antichi paesi medievali, i Castelli di Jesi.

## Storia e descrizione
L'Abbazia venne fondata nel VII-VIII secolo dai monaci benedettini migrati nella Valle dell'Esino. Quest'ultimi utilizzarono come materiale da costruzione, i resti dell'antica Planina, andata distrutta dalle incursioni barbariche. Venne dedicata a Sant'Apollinare, vescovo di Ravenna, come eco del dominio ravennate-bizantino del VI-VII secolo che vedeva in queste terre la zona di confine tra Bizantini e Longobardi. 
Conobbe il massimo splendore nei secoli XIII-XIV, quando i loro abati riscuotevano le decime della Diocesi per la Santa Sede. Il XIII secolo vide, infatti, anche la ricostruzione della chiesa attuale, dalle semplici forme, con facciata a capanna tripartita e corpo leggermente aggettante incentrato sul portale gotico. L'interno è a unica navata con copertura a capriate e abside piatta.
Nel Quattrocento iniziò quel lento decadimento che portò al definitivo abbandono dei monaci nel XVI secolo.
La struttura della chiesa, pressoché rimasta intatta, venne restaurata una prima volta nel 1928, quando furono ricostruiti gli archetti pensili della facciata e aggiunto il campanile. Ancora una volta nel 1973-74. In quell'occasione, smontando la pala settecentesca, emerse l'affresco absidale del 1508 attribuito ad Arcangelo di Andrea di Bartolo da Jesi.